# Kaj bi miška rada
Kaj bi miška rada je kratka sodobna pravljica v obliki pesmi. Napisala jo je Svetlana Makarovič. Delo je bilo izdano leta 1987 pri založbi Dokumentarna. 

## Vsebina
Drobno sivo miško sprašujemo, kaj bi rada. Šopek rož, rdeče jagode, kozarec limonade, košček čokolade, rdeč balon, zelen bonbon, kos papirja, barvice, žogo, kocke, sladoled ali med. Mala siva miška, pa bi najraje imela posteljo, v kateri bi se spočila in pernico pod katero bi se skrila.

## Liki
Glavni liki v knjigi je drobna siva miška.